# Alfred Sosgórnik
Alfred Sosgórnik   (Zawadzkie, 16 d'agost de 1933 - 8 de febrer de 2013) fou un atleta polonès, especialista en el llançament de pes, que va competir durant les dècades de 1950 i 1960. Es casà amb la també atleta Barbara Sosgórnik.
El 1960 va prendre part en els Jocs Olímpics d'Estiu de Roma, on fou sisè en la prova del llançament de pes del programa d'atletisme. Quatre anys més tard, als Jocs de Tòquio, quedà eliminat en sèries en la mateixa prova.
En el seu palmarès destaca una medalla de bronze en la prova del llançament de pes al Campionat d'Europa d'atletisme de 1962, així com sis campionats nacionals, els anys 1958, 1959, 1960, 1961, 1962 i 1965. Va millorar disset vegades el rècord polonès, sent el primer polonès en superar els 18 i 19 metres, fins a situar-lo en els 19,24 metres el 1963.

## Millors marques
- Llançament de pes. 19,24 metres (1963)[5]